# Poussière
Pour les articles homonymes, voir Poussière (homonymie).

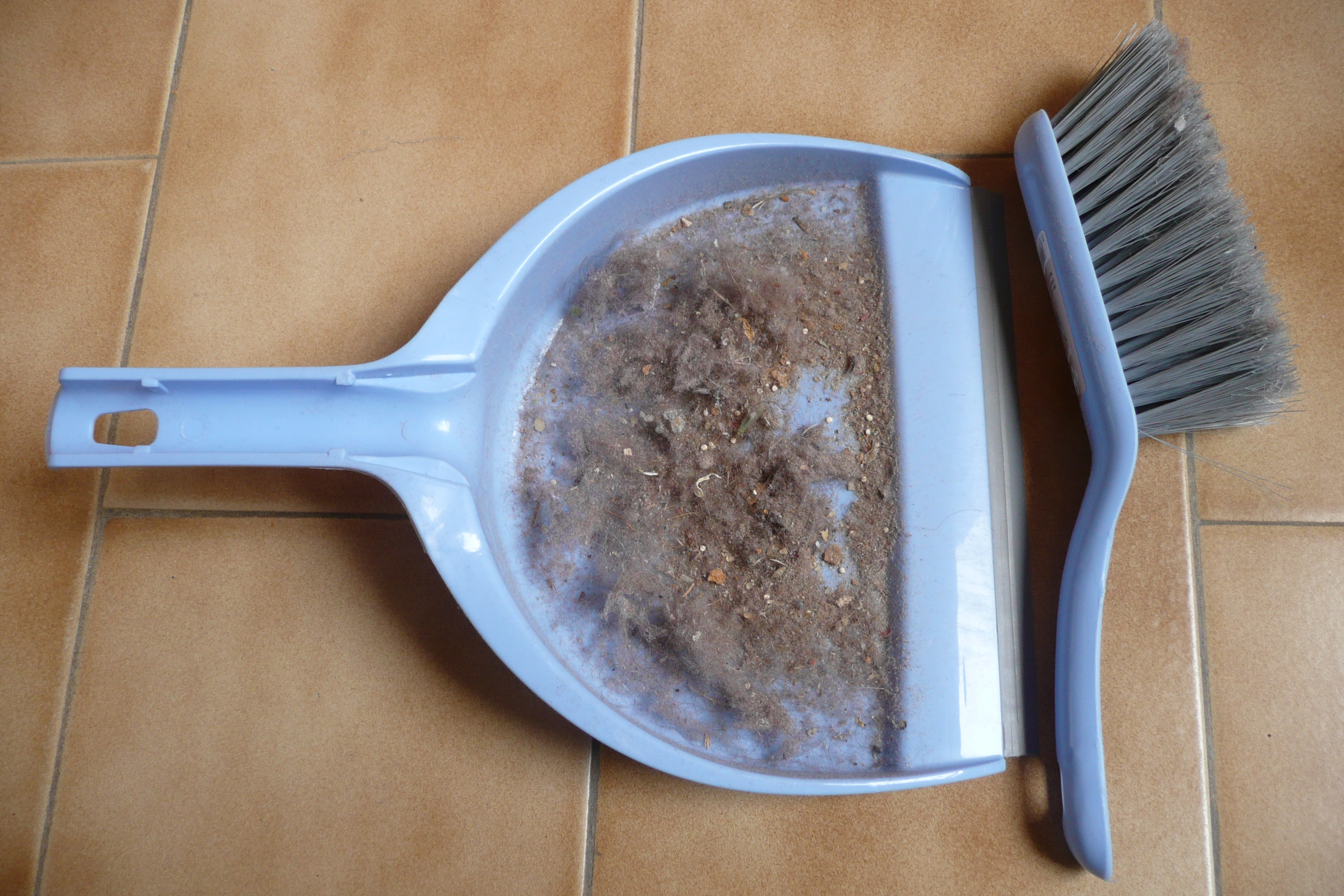
Poussière d'intérieur, dite « domestique », souvent riche en cheveux, poils, résidus de peau, mais aussi en fibres synthétiques et microplastiques.

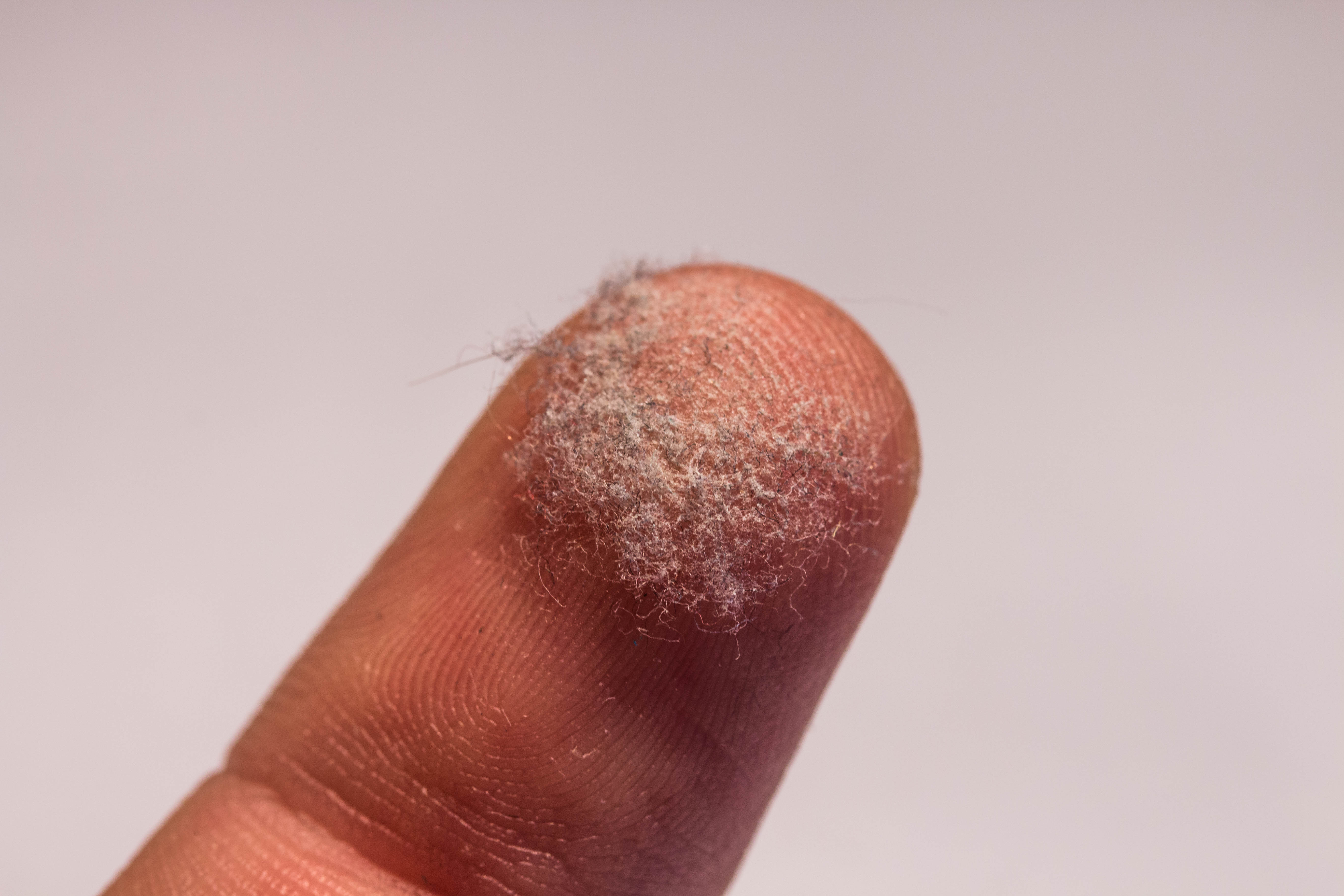
Les résidus de textiles en fibres synthétiques, ici bien visibles dans la poussière récupérée sur un doigt.

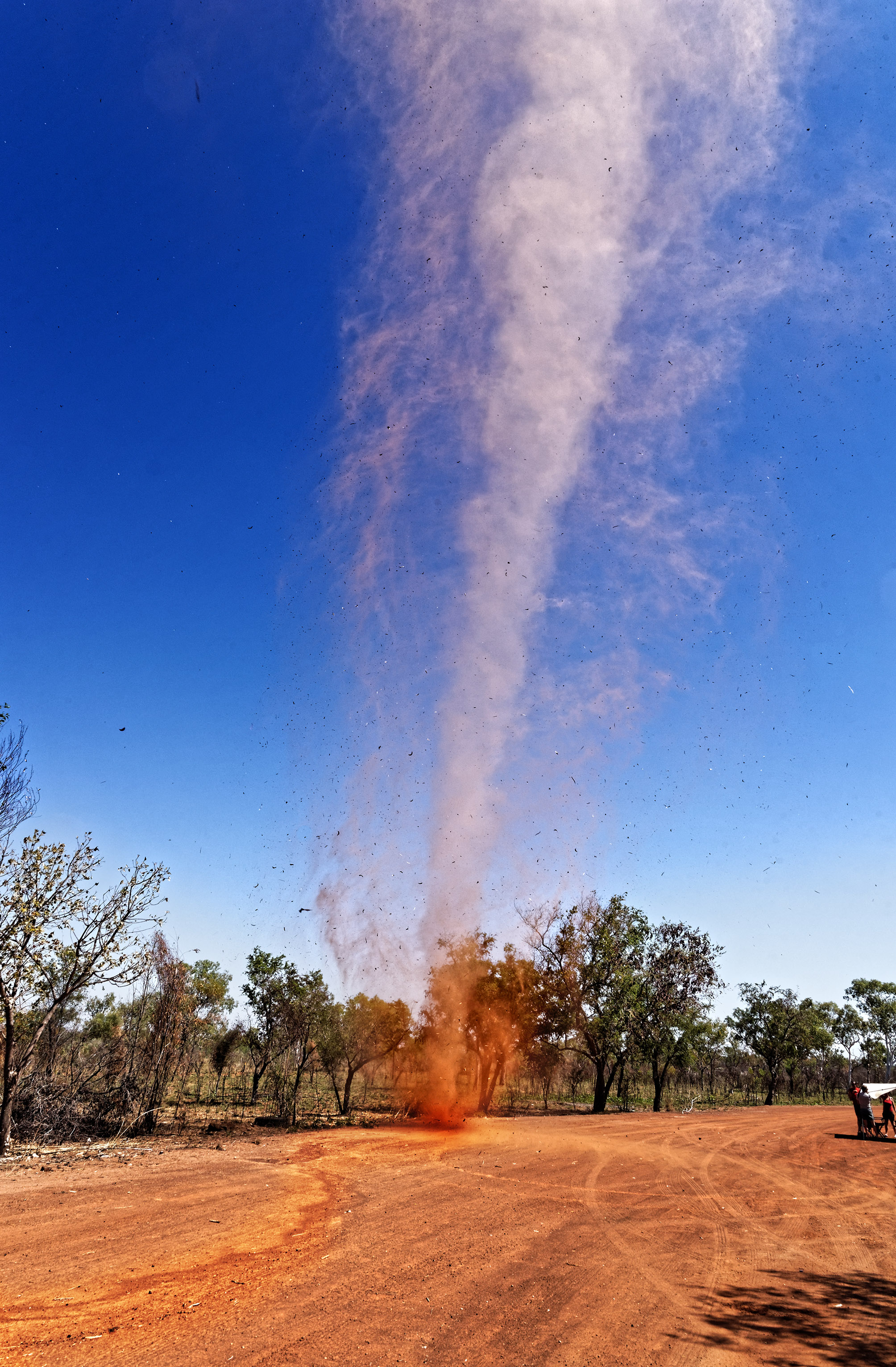
Tourbillon de poussière en Australie.

La poussière est constituée de matériaux divers — notamment fibres et débris fins — assez légers pour être mis en suspension dans l'air, ou plus généralement, de matériaux particulaires d'un diamètre inférieur à 1 mm. Les poussières peuvent poser des problèmes graves pour la santé des humains, des animaux et des plantes, mais aussi pour le fonctionnement des machines.
Les poussières sont éliminées de l'air intérieur par des aspirateurs, divers systèmes de filtres ou le procédé du cyclone.

## Types et caractéristiques des poussières
La nature et les caractéristiques des poussières évoluent avec le temps et peuvent dépendre des époques considérées. Les poussières fossiles étudiées dans des échantillons anciens de poumons de morts du smog londonien montrent une poussière provenant essentiellement de la combustion du charbon, alors qu'on y trouve aujourd'hui un nombre bien plus diversifié de polluants, et jusqu'à des particules de métaux du groupe du platine relâchées par les pots catalytiques dont la fonction est d'épurer les gaz d'échappement des moteurs à combustion interne des véhicules.
Des poussières sont présentes dans l'espace intersidéral tel que l'a révélé le télescope spatial Hubble. Elle est également étudiée sur certains astéroïdes, planètes ou leurs satellites, notamment sur la Lune et sur Mars. Sur Terre, elle est naturellement présente dans l'atmosphère, en concentration très variable selon les saisons, les conditions météorologiques, et le contexte biogéographique.

## Dans l'environnement extérieur

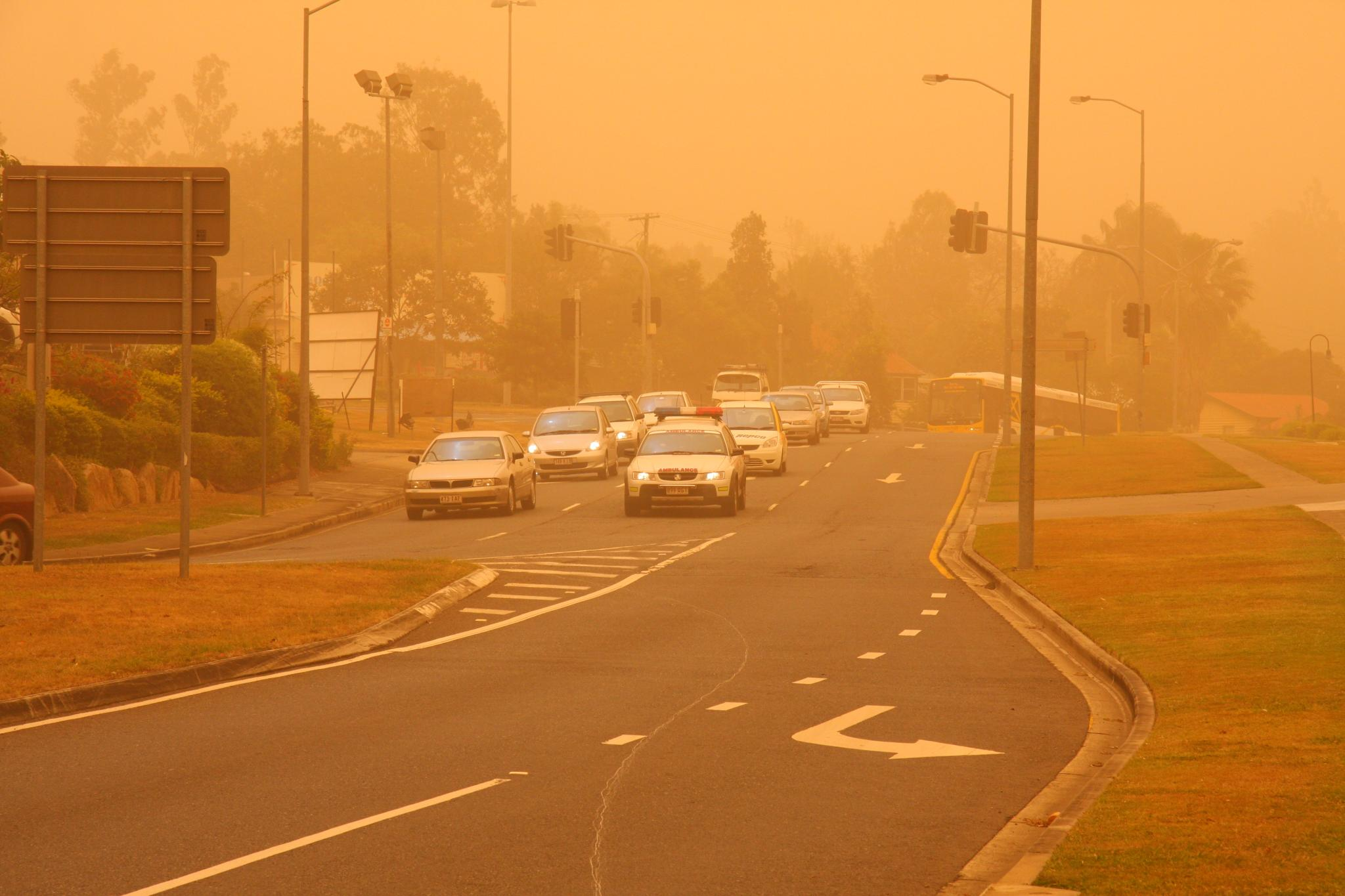
Apports de poussière latéritique (Queensland, Australie, 2009).

La poussière provient de sources variées, naturelles et anthropiques, dont l'érosion du sol, les éruptions volcaniques, les tempêtes de sable ou de poussières, voire des embruns marins après les tempêtes. C'est l'un des composants de la pollution urbaine ou issue des cheminées et des pots d'échappement. Elle peut aussi avoir pour origine les incendies de forêts et les tempêtes qui balayent les sols arides ou vulnérables fragilisés par les labours, les abus de pesticides et d'engrais chimiques ou la surexploitation du sol.

## Dans l'environnement intérieur

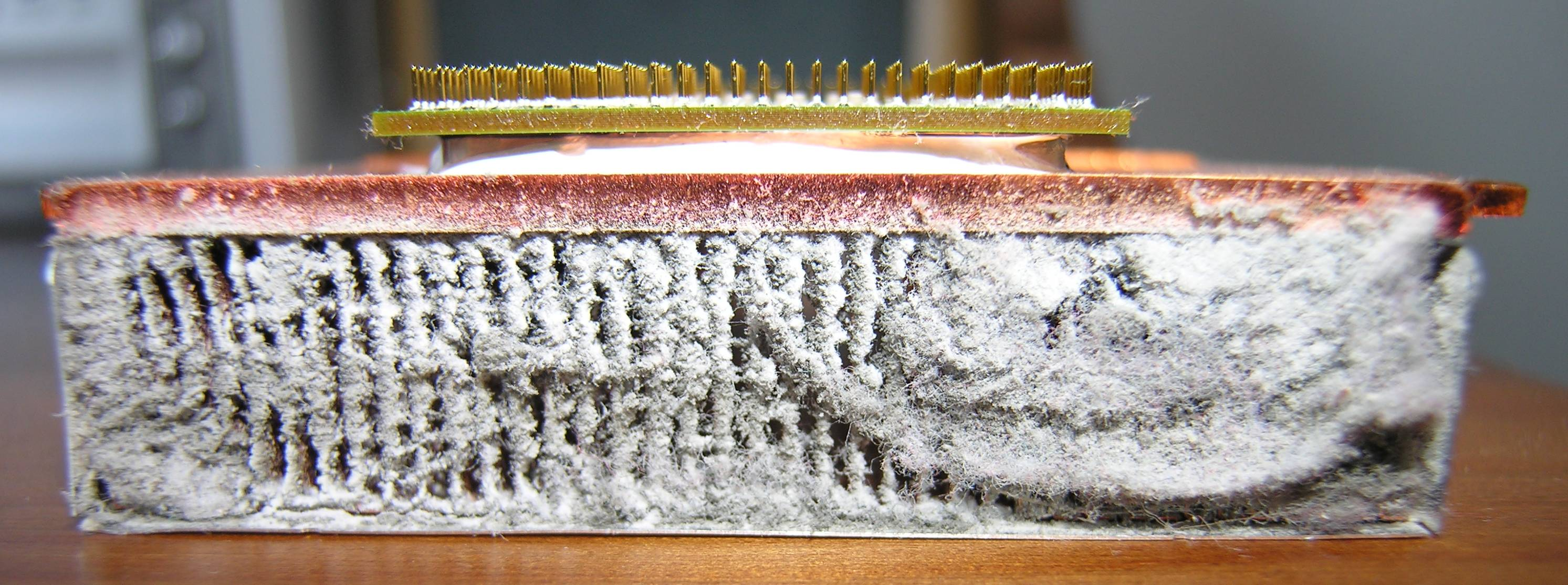
Poussière accumulée sur le dissipateur thermique d'un processeur d'ordinateur portable.

La poussière est présente en grande quantité dans les habitations, bureaux, usines, véhicules... Elle est composée généralement de fibres textiles, de poils, particules de peau et autres phanères provenant des humains ou des animaux familiers, d'insectes morts et spores de moisissures, ainsi que de déchets alimentaires et d'usure de béton et ciment, mais sa composition varie selon les pays et l'environnement.   
La poussière est mise en suspension et transportée par les flux d'air : courants d'air, turbulences induites par le mouvement d'objets, animaux ou personnes, ou l’exposition d'un objet empoussiéré au Soleil.
Elle est la cause de nombreuses allergies et difficultés respiratoires et peut être réduite et traitée. Elle tend, par des phénomènes liés au poids moléculaire de ses constituants, leur caractère plus ou moins hydrophile, à l’électricité statique et en fonction de l’hygrométrie, à se déposer sur les objets (meubles, objets de décorations…) ou à s’agglomérer en chatons de poussière sous et derrière les meubles. La teneur de l’air en poussière augmente avec la sécheresse de l’air. 

La poussière contient de plus en plus de fibres synthétiques et de microplastiques, qui contaminent la nourriture humaine, comme les organismes filtreurs telles que les moules. Les très jeunes enfants en avalent aussi une quantité significative en portant leur mains et leurs jouets à leur bouche.

## Poussière et santé

### Effets négatifs

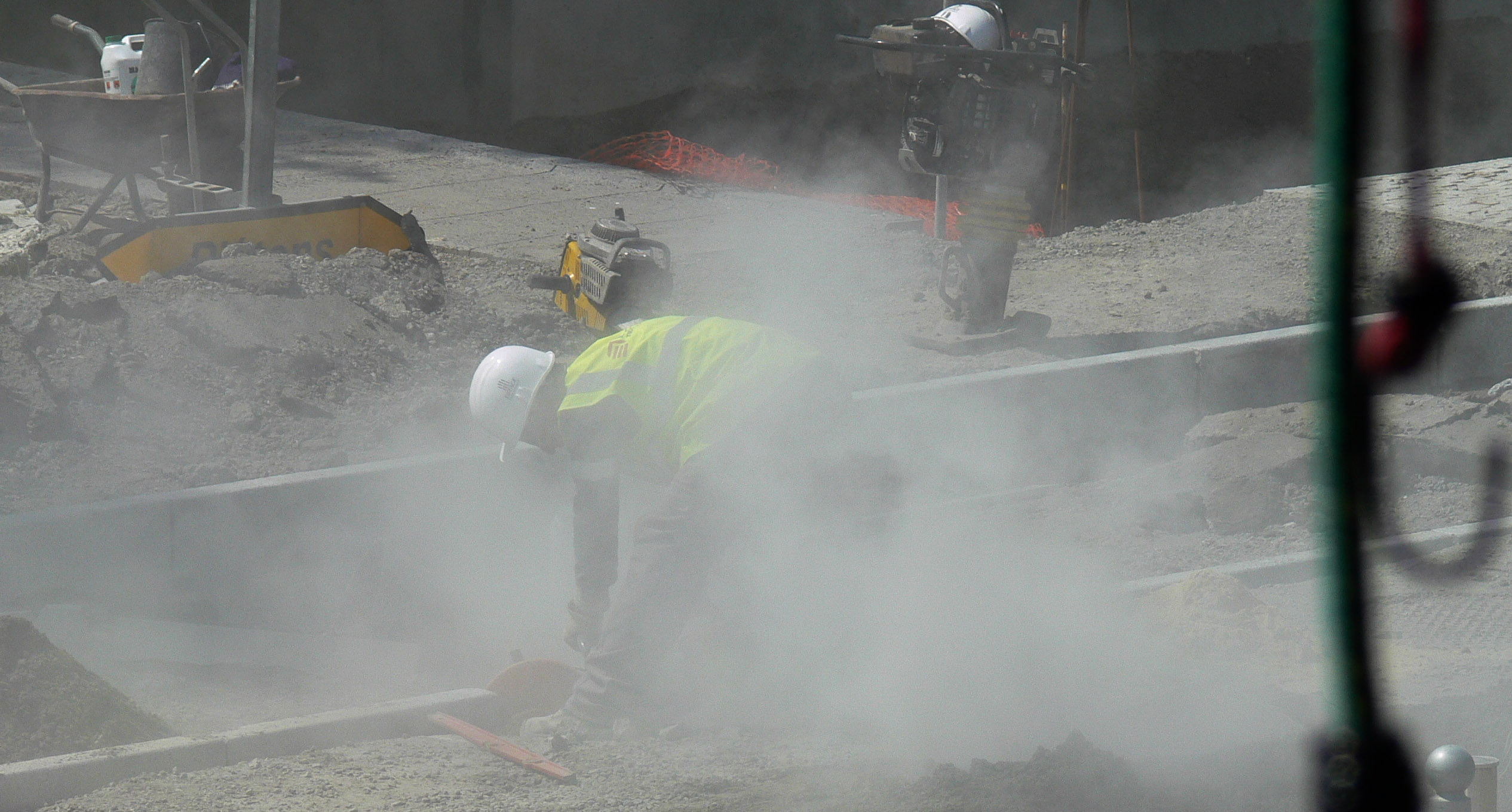
Travailleurs en milieu urbain (poussière de béton découpé).

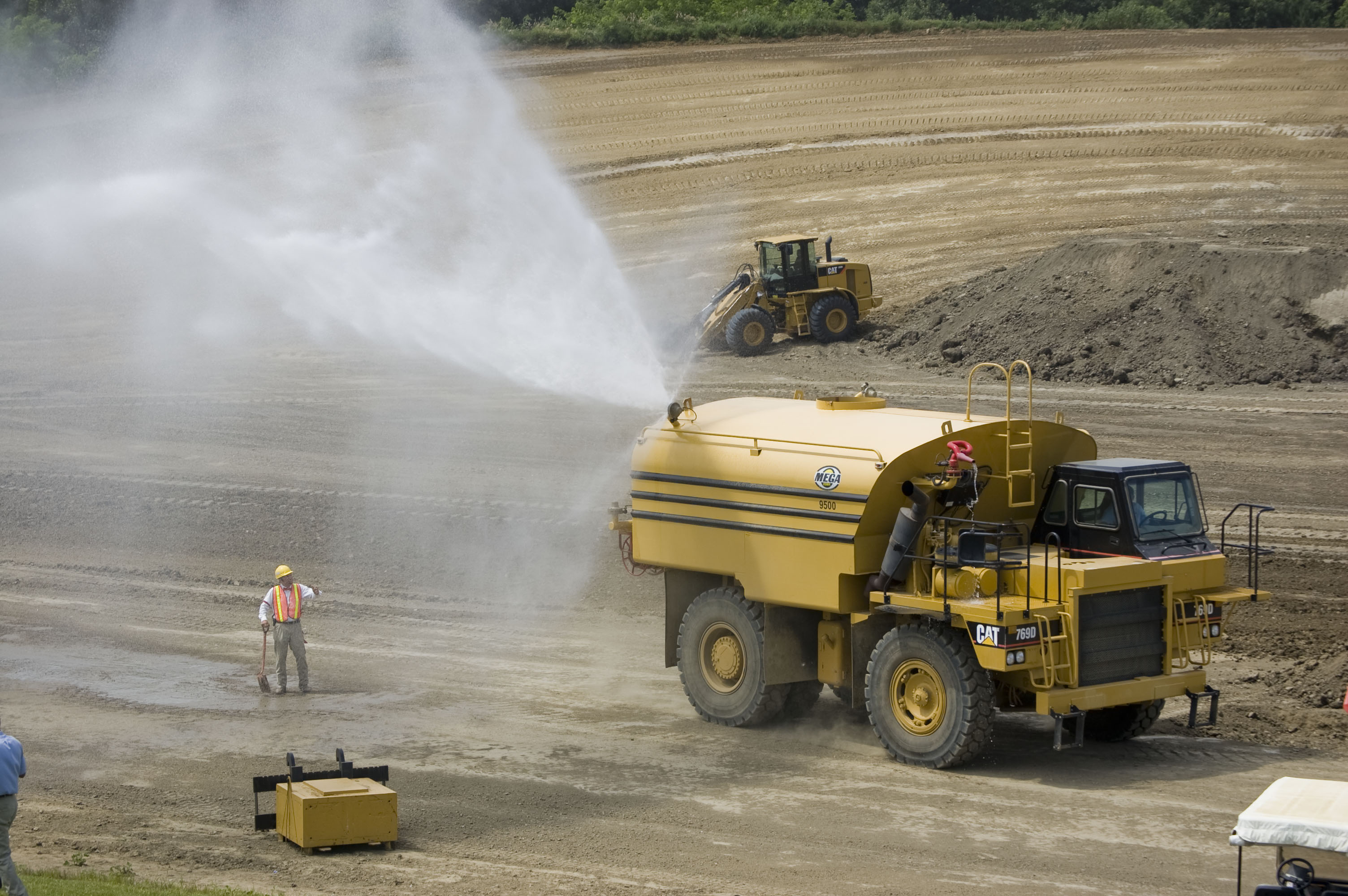
Un des moyens de protéger les travailleurs est de fixer la poussière par arrosage, ici par un camion réservoir.

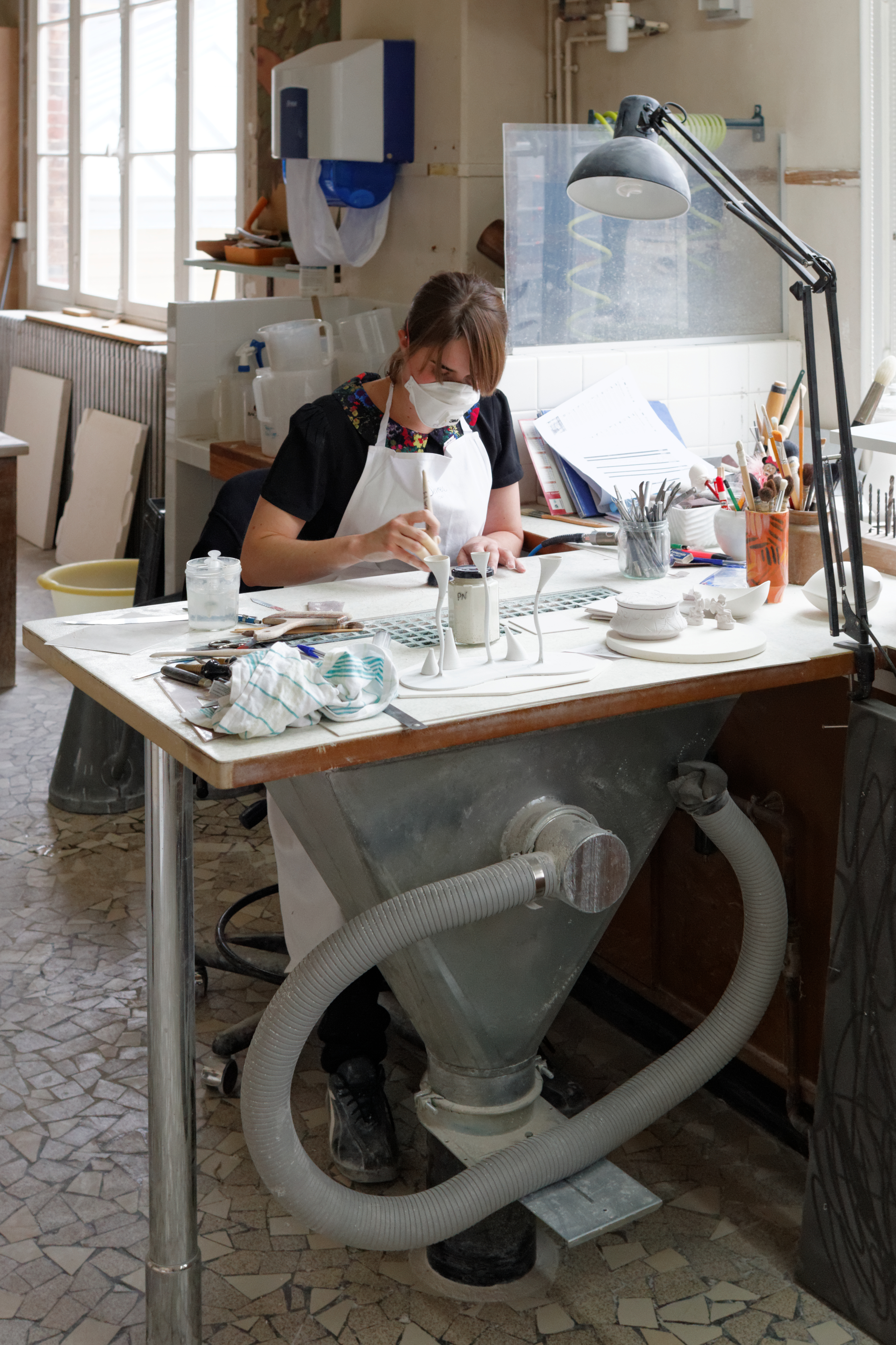
Masque et récupérateur de poussière à la manufacture nationale de Sèvres.

Plusieurs problèmes majeurs sont induits par la poussière.
Autour de sites industriels ou urbains, ou près des axes de transports, de sols pollués ou dans des bâtiments construits avec des matériaux toxiques (plomb, amiante…) la poussière contient souvent des toxines qui sont inhalées (ou avalées), notamment par les enfants, qui sont plus actifs et portent leurs mains et les objets à la bouche,,,,,. De plus, l'enfant inspire proportionnellement plus d'air qu'un adulte (par rapport à sa masse corporelle). Dans ces mêmes zones, l'air est souvent acide, plus riche en ozone et en autres gaz polluants agressifs pour les poumons, ce qui favorise des effets cocktails.
Une des causes de la silicose est l'inhalation de poussière de charbon ou de schiste, aggravée par l'inhalation de polluants, dont le radon, un peu de mercure, ou de radionucléides dans certaines mines (d'uranium par exemple).
La poussière peut contenir du plomb, source de risques de saturnisme, notamment pour les enfants,, y compris dans le logement.
Même quand elle n'est pas toxique, l'inhalation chronique de poussière induit des cancers (cancer du meunier et du boulanger qui ont inhalé beaucoup de farine par exemple, ou du menuisier exposé aux sciures fines et poussières de bois,, lors du ponçage notamment).
La poussière contient des contaminants et des allergènes chimiques, mais aussi biologiques (ex. : spores de champignons, de mousses, de fougères, des acariens et des pollens éventuellement naturellement allergènes et/ou dans le cas de nombreux pollens, qui le deviennent en se dégradant dans les milieux urbains où ils ne sont plus emportés par les abeilles, ni piégés et dégradés dans les sols végétalisés, qui y sont rares). Les pollens sont en ville exposés à des polluants et à des phénomènes d'abrasion qui dégradent leur cuticule externe et en mettant au jour des molécules allergènes n'entrant normalement pas en contact avec les muqueuses (œil, cavité nasale, bouche, poumon, etc.). Les poussières d'origine organique (issues par exemple de la dégradation de plumes ou de la desquamation de la peau) contiennent des acariens, dont les excréments peuvent également être très allergènes pour les personnes sensibles.
En plus des poussières aérotransportées, les semelles de chaussures et vêtements sont des vecteurs qui introduisent dans les véhicules et bâtiments des poussières contenant souvent des métaux, métalloïdes, des restes d'excréments, poils, plumes, etc. de chiens, chats, oiseaux, rats, etc. voire des particules toxiques, radioactives contaminantes par exemple chez ceux dont le métier ou le lieu de vie expose à un environnement pollué.
Les poussières sont le support de nombreux acariens, microbes, virus et de parasites qui ne pourraient vivre longtemps en suspension dans l'air, mais subsistent dans la poussière. L'hygiène veut donc qu'on opère dans des salles blanches, qu'on traque les poussières dans les hôpitaux et les lieux de soins, tout particulièrement autour des allergiques (asthmatiques en particulier). 
Les masques de types FFP1, FFP2, ou FFP3 (le plus efficace) peuvent protéger les travailleurs et les bricoleurs. Des filtres peuvent débarrasser l'air des poussières les plus grossières ou de poussières plus fines (filtration par voie humide, ou électrostatiques, ou par passage au travers d'une masse fibreuse dense).
- L'architecture HQE vise notamment à réduire les facteurs d'empoussièrement de l'air.
- Dans les zones circumpolaires où les étés peuvent être secs, le salage est parfois utilisé en été pour stabiliser la poussière sur les routes, grâce au caractère hygroscopique du sel, mais ce sel finit par s'accumuler et pose des problèmes de toxicité pour la flore et certains animaux (poissons et certains amphibiens notamment).

### Autres effets possibles
Les taux d'empoussièrement sont naturellement très bas dans les milieux végétalisés grâce à la rosée, aux mousses et lichens qui piègent efficacement de grandes quantités de poussières. Ce sont la neige, la pluie, le brouillard et les bruines qui lessivent l'air des poussières qu'il contient. Celles-ci peuvent d'ailleurs contribuer à nucléer les gouttes d'eau et à faire pleuvoir (particules soufrées, ou certaines bactéries du genre Pseudomonas notamment).
Selon certains chercheurs de l'Université de Bristol et de l'University College de Londres en Angleterre, l'exposition à une certaine espèce de bactéries présentes dans la poussière agirait sur notre santé mentale. Ces bactéries (Mycobacterium vaccae) ont un effet semblable aux antidépresseurs en stimulant dans le cerveau la production de sérotonine, le neurotransmetteur qui fait qu'en cas de manque on plonge en dépression. Ces études menées sur des rongeurs, permettent de mieux comprendre le rôle de certaines poussières sur le système immunitaire des êtres vivants,

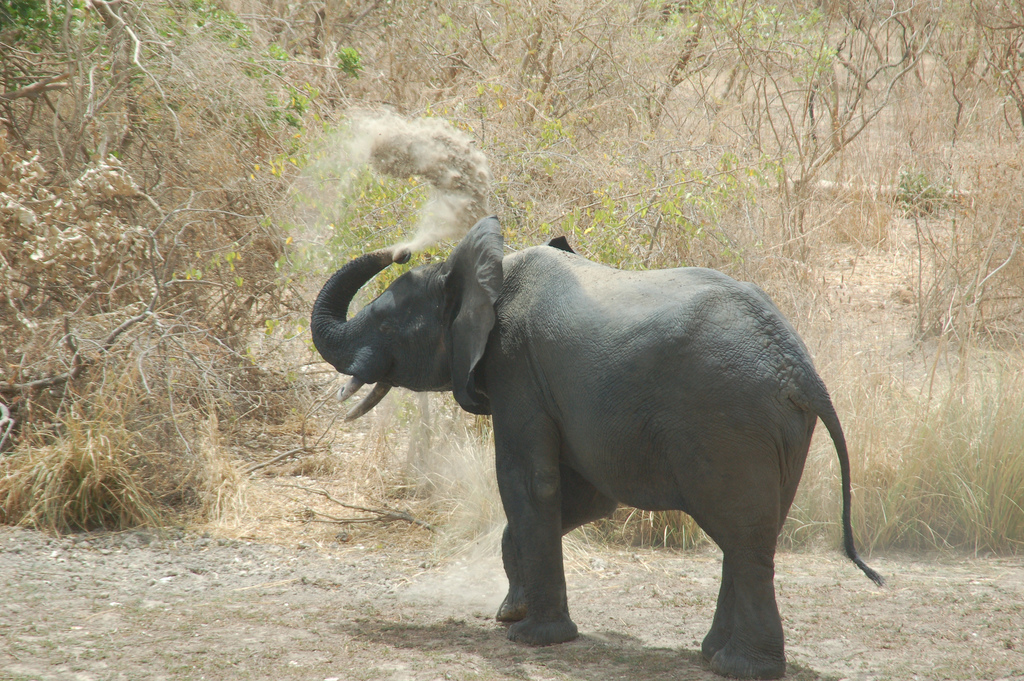
Éléphant prenant son bain de poussière.

De nombreux animaux prennent des bains de poussière pour se nettoyer ou se débarrasser des parasites.

## Mesure de l'empoussièrement
- L'appareil qui sert à mesurer l'empoussièrement des sols s'appelle le bassoumètre. Les réseaux d'alerte et de mesure de la qualité de l'air utilisent aussi depuis quelques décennies en extérieur des jauges Owen qui recueillent passivement les dépôts de poussière, dont on peut ensuite analyser des échantillons, sachant qu'une fraction biodégradable pourra avoir disparu, et que des bactéries pourront s'y être multipliées si les délais d'analyse sont importants.
- Le laser (Lidar) peut être utilisé pour mesurer la teneur de l'air en particules, à distance.
- Un simple filtre en amont d'une pompe dont le débit d'air est connu permet des mesures quantitatives simples.

Une personne souffrant de la phobie de la poussière est dite amatophobe ou koniphobe.

## Étude de la poussière
L'étude de la poussière peut se faire de façon pluridisciplinaire :

### Art
En art, des artistes comme Man Ray et Marcel Duchamp ont pratiqué l'accumulation de poussière. Marcel Duchamp laissa ainsi s'accumuler sur son œuvre Le Grand Verre une couche de poussière suffisamment épaisse pour qu'il puisse peindre, à l'aide d'un pinceau, par élimination de couches successives. Aujourd'hui, la photographie Élevage de poussière de Man Ray, donne un aperçu de cette expérience.

### Biologie
Des microbes et les acariens sont présents et parfois abondants dans les poussières, et les allergies qu'ils engendrent sont de plus en plus fréquentes.

### Chimie
Les poussières sont des particules organiques (suies, pollens, poils) ou minérales (roches érodées par le vent) qui peuvent être analysées.

### Surfusion de l'eau
Dans les conditions courantes, l'eau gèle à zéro degré Celsius. Ce phénomène est lié à la présence de poussière.
En condition « stérile » (sans poussière) et statique, l'eau ne gèle pas, même jusqu'à −20 °C et peut rester en équilibre métastable jusqu'à ce qu'on y introduise une perturbation, une impureté ou un cristal de glace : c'est la surfusion.

### Dans le milieu interstellaire ou stellaire

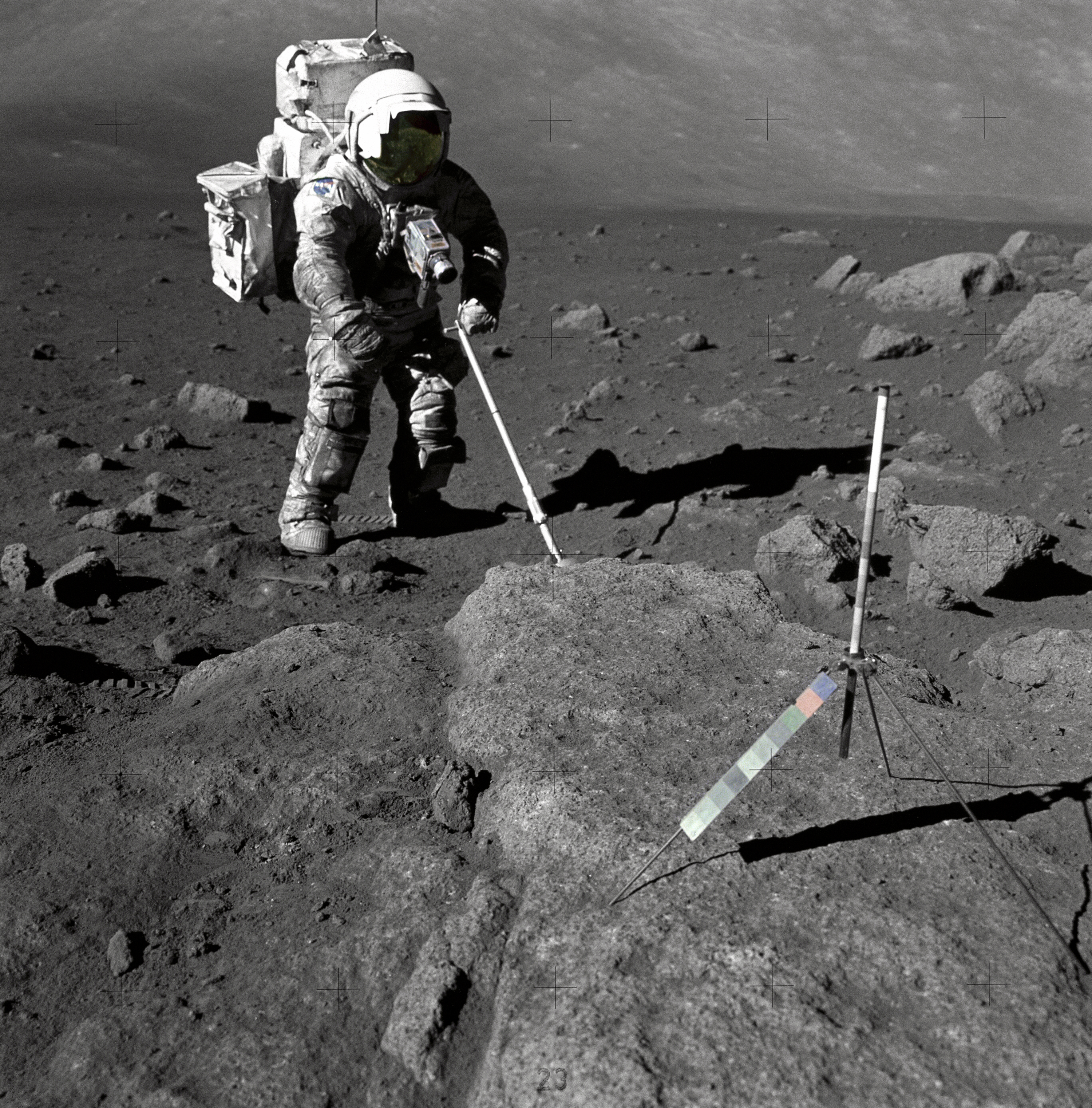
L'astronaute Harrison Schmitt couvert de poussière lunaire.

La poussière cosmique est l'une des mémoires de l'univers et l'un des grands précurseurs des systèmes planétaires. Elle est présente entre les étoiles et à concentrations élevées elle produit des nébuleuses diffuses ou réfléchissantes. Chauffée par le rayonnement stellaire, la poussière interstellaire réémet dans la bande des micro-ondes, ce qui peut déformer le spectre de puissance de fond des micro-ondes cosmiques.
Dans le système solaire, la lumière zodiacale, visible dans un ciel nocturne sombre, provient de la lumière du soleil réfléchie par des particules de poussière orbitant autour du Soleil. 

Les queues des comètes contiennent des poussières et des gaz ionisés provenant du corps de la comète. Les corps planétaires solides (la lune par exemple) sont couverts de poussière, formant sur certaines planètes des tempêtes de poussière couvrant parfois presque toute une planète (Mars par exemple). 
On a étudié la poussière de la lune et plusieurs engins spatiaux (ex. : Stardust) ont recueilli des échantillons de poussière interstellaire et d'autres matériaux, dont sur un astéroïde (en 2010, via le vaisseau spatial japonais  Hayabusa.

## Symbolique
Symboliquement, le mot poussière désigne parfois le déchet, ou une quantité négligeable, avec une éventuelle connotation négative. Ce que rappelle aux catholiques la formule rituelle du mercredi des cendres « Souviens-toi que tu es né poussière et que tu redeviendras poussière ».